# 大道村 (大阪府)
大道村（だいどうむら）は、かつて大阪府西成郡に存在した村。現在の大阪市東淀川区の東部にあたる。

## 歴史
旧村内に位置する三宝寺跡伝承地の発掘調査では縄文土器が発見されている。
『日本書紀』の応神朝22年（291年）3月5日・14日の条に「天皇幸難波、居於大隅宮、登高台而遠望 （すめらみこと なにわ みゆきし おおすみのみやにおいて たかきやに のぼりて えんぼうす）」との記載がある。応神天皇の離宮（行宮）である「大隅宮」が建てられていたとされる大隅島の一部に大道村は相当する。村の産土神であった大隅神社は大隅宮址に建立された神祠を起源としている。
『日本書紀』の安閑朝2年（532年）9月13日の条に「勅して牛を難波大隅嶋並びに媛嶋松原に放たしむ」と記されている。この難波大隅嶋と媛嶋松原は「大隅媛嶋の二牧を罷む」という記述が『続日本紀』霊亀2年（716年）2月2日の条にもある。平安時代に入っても、この付近では乳牛を放牧してその牛乳を朝廷に献上しており、のちには「乳牛の牧」という荘園になった。
中世以降、乳牛牧荘大道村とも呼ばれていた。現在の大桐5丁目には、乳牛牧跡の石碑がある。
大道村の範囲は広く、今の大桐、大道南、瑞光、大隅、井高野、小松をも含んでいた。なお、この地には、三宝寺、辻堂、東頭、別所、今在家、逆巻、濱、井高野、島頭などと呼ばれる地域（字地）もあった。
小松は、大道新家、北大道村大字小松や中嶋（中島）村大字小松などと時代によって違っている。1868年（明治元年）に大道新家村から小松村に正式に改称され、町村制施行に際しては江口村と合併して中島村が発足している。
阪巻村は現在淀川の川底にある。
昔、淀川を京に向け逆上る船は、大宮神社の森を目標にして西風を利用して逆航し、当時の大宮神社付近で帆を一担おろし、舵を北に取って帆を逆に巻き揚げ北進し、辻堂の浜にかかって舵を東に帆を元にもどして、江口・鳥飼へと東進し、川を逆上って行ったと言われている。この大宮神社があった付近が阪巻村である。大宮神社は移動して、現在大道南3丁目2-2にある。

### 知行
- 摂津国 西成郡 南大道村：仙石松渓知行所 大阪府
- 摂津国 西成郡 西大道村：仙石松渓知行所 大阪府
- 摂津国 西成郡 北大道村：土井大炊頭（古河藩）領分 古河県

※明治時代初期に作成された『旧高旧領取調帳』（きゅうだかきゅうりょうとりしらべちょう）より。

### 沿革
- 1643年（寛永20年） 西成郡大道村が北大道村、西大道村、南大道村に分村。
  - 大道新家村はこの時の成立とも、1672年（寛文12年）の成立とも言われる。
- 1889年（明治22年）4月1日 町村制の施行により、西成郡北大道村、西大道村、南大道村が合併して西成郡大道村（町村制）が発足。大字北大道に村役場を設置。
- 1925年（大正14年）4月1日 大阪市第2次市域拡張により、新設の東淀川区の一部となる。

## 経済

### 産業
農業
『大日本篤農家名鑑』によれば、大道村の篤農家は、「西田平哉、大道親正、出口慶吉、北野梶三郎」などである。

## 地域

### 施設
宗教
- 等正寺（真宗東派）[18]
- 西宝寺（真宗西派）[18]
- 教照寺（真宗西派）[18]
- 円乗寺（真宗西派）[18]